# Покровский собор (Витебск)
Покровский собор — православный храм в Витебске, второй кафедральный собор Витебской епархии Белорусского экзархата Русской православной церкви. Памятник монументальной культовой архитектуры XIX века.
Находится на пересечении улиц Ленина и Шубина. Построен в 1821 году в стиле классицизма как костёл тринитарского монастыря на месте деревянного костёла (заложен в 1758 году). После закрытия монастыря в 1847 году и передачи его в православное ведомство перестроен под православную церковь (1858—1862) и освящён в честь Покрова Пресвятой Богородицы.
С августа 1995 года исполняющим обязанности настоятеля Свято-Покровского храма является отец Александр (Шмырко).